# 파랑새의 집
《파랑새의 집》은 2015년 2월 21일부터 2015년 8월 9일까지 방영된 KBS 2TV 주말 드라마이다.

## 기획 의도
시련을 극복해 나가는 청춘들의 성장과 혈연을 뛰어넘는 가족의 확장을 담아낸 드라마

## 등장인물

### 주요 인물
- 이준혁 : 김지완 역 - 이 드라마의 페이크 남주인공.
- 채수빈 : 한은수 역 - 이 드라마의 여주인공.
- 이상엽 : 장현도 역 - 이 드라마의 진 남주인공.
- 경수진 : 강영주 역 - 이 드라마의 서브 여주인공.

### 지완 · 은수네 가족들
- 최명길 : 한선희 역 (아역 박서연)
- 정재순 : 이진이 역
- 김정학 : 김상준 역 (특별출연)

### 현도네 가족들
- 천호진 : 장태수 역 - 이 드라마의 최종 보스.
- 이혜숙 : 정수경 역

### 영주네 가족들
- 송옥숙 : 오민자 역
- 정원중 : 강재철 역

### 그 외 인물
- 엄현경 : 서미진 역
- 김혜선 : 이정애 역
- 방은희 : 박행숙 역
- 남경읍 : 신영환 역
- 안두호 : 드러머 역
- 유승봉 : 이석진 본부장 역
- 정진 : 고장수 역
- 김지은 : 장태수 회장실 비서 역
- 오용 : 윤 팀장 역
- 이주우 : 박주리 역
- 최두엽 : 최형사 역
- 이정혁 : 유민 역
- 한민 : 배다정 역
- 이재욱 : 송 팀장 역
- 정아미 : 박사모 역
- 유재명 : 임 실장 역
- 김승훈 : 차 대리 역
- 하연우 : 장태수 수행비서 역
- 홍승범 : 최 과장 역
- 이도연 : 은하 역
- 공윤찬 : 개발팀 사원 역
- 원종례
- 정영기:허성근 피디역]
- 양대혁
- 이원장

### 특별출연
- 김승욱
- 한그림 : 현도 맞선녀 역

## 시청률
최저 시청률과 최고 시청률은 시청률 조사회사와 지역별로 시청률에 차이가 있을 수 있습니다.
| 2015년      | 2015년      | 2015년         | 2015년       | 2015년         | 2015년       |
| 회차        | 방송일      | TNmS 시청률    | TNmS 시청률  | AGB 시청률     | AGB 시청률   |
| 회차        | 방송일      | 대한민국(전국) | 서울(수도권) | 대한민국(전국) | 서울(수도권) |
| ----------- | ----------- | -------------- | ------------ | -------------- | ------------ |
| 제1회       | 2월 21일    | 23.3%          | 23.9%        | 24.4%          | 23.8%        |
| 제2회       | 2월 22일    | 26.6%          | 27.6%        | 26.3%          | 26.6%        |
| 제3회       | 2월 28일    | 23.9%          | 24.4%        | 23.1%          | 23.1%        |
| 제4회       | 3월 1일     | 24.7%          | 25.8%        | 26.0%          | 26.3%        |
| 제5회       | 3월 7일     | 22.8%          | 24.0%        | 23.3%          | 23.6%        |
| 제6회       | 3월 8일     | 25.5%          | 27.0%        | 26.2%          | 26.5%        |
| 제7회       | 3월 14일    | 22.6%          | 23.5%        | 21.5%          | 21.6%        |
| 제8회       | 3월 15일    | 26.0%          | 27.0%        | 25.7%          | 26.2%        |
| 제9회       | 3월 21일    | 22.5%          | 23.8%        | 22.3%          | 22.8%        |
| 제10회      | 3월 22일    | 25.5%          | 27.5%        | 25.4%          | 25.7%        |
| 제11회      | 3월 28일    | 23.8%          | 23.4%        | 23.0%          | 23.5%        |
| 제12회      | 3월 29일    | 26.1%          | 26.8%        | 26.6%          | 27.7%        |
| 제13회      | 4월 4일     | 23.8%          | 23.4%        | 23.5%          | 23.6%        |
| 제14회      | 4월 5일     | 26.1%          | 26.2%        | 25.2%          | 25.4%        |
| 제15회      | 4월 11일    | 22.7%          | 22.3%        | 20.6%          | 20.8%        |
| 제16회      | 4월 12일    | 27.0%          | 27.2%        | 25.4%          | 25.9%        |
| 제17회      | 4월 18일    | 22.7%          | 21.6%        | 23.0%          | 23.9%        |
| 제18회      | 4월 19일    | 27.2%          | 27.7%        | 27.0%          | 28.3%        |
| 제19회      | 4월 25일    | 21.3%          | 20.5%        | 19.7%          | 19.8%        |
| 제20회      | 4월 26일    | 26.4%          | 26.8%        | 23.9%          | 24.0%        |
| 제21회      | 5월 2일     | 23.3%          | 23.9%        | 20.1%          | 21.0%        |
| 제22회      | 5월 3일     | 26.6%          | 26.4%        | 24.3%          | 23.8%        |
| 제23회      | 5월 9일     | 22.1%          | 21.9%        | 20.1%          | 20.6%        |
| 제24회      | 5월 10일    | 25.7%          | 24.9%        | 25.5%          | 26.4%        |
| 제25회      | 5월 16일    | 22.4%          | 23.4%        | 19.9%          | 20.0%        |
| 제26회      | 5월 17일    | 23.6%          | 23.5%        | 23.5%          | 23.8%        |
| 제27회      | 5월 23일    | 22.8%          | 22.8%        | 20.3%          | 20.7%        |
| 제28회      | 5월 24일    | 24.5%          | 24.4%        | 22.8%          | 23.7%        |
| 제29회      | 5월 30일    | 22.8%          | 22.1%        | 21.3%          | 21.3%        |
| 제30회      | 5월 31일    | 25.4%          | 26.2%        | 24.2%          | 25.4%        |
| 제31회      | 6월 6일     | 21.6%          | 21.4%        | 21.3%          | 21.6%        |
| 제32회      | 6월 7일     | 24.2%          | 24.4%        | 23.1%          | 23.8%        |
| 제33회      | 6월 13일    | 23.6%          | 24.0%        | 21.7%          | 22.4%        |
| 제34회      | 6월 14일    | 25.1%          | 24.7%        | 25.4%          | 25.4%        |
| 제35회      | 6월 20일    | 24.5%          | 23.4%        | 23.6%          | 24.0%        |
| 제36회      | 6월 21일    | 25.6%          | 24.7%        | 23.7%          | 24.1%        |
| 제37회      | 6월 27일    | 22.2%          | 21.1%        | 21.6%          | 21.6%        |
| 제38회      | 6월 28일    | 26.8%          | 26.9%        | 26.3%          | 26.9%        |
| 제39회      | 7월 4일     | 22.6%          | 23.1%        | 21.4%          | 21.5%        |
| 제40회      | 7월 5일     | 27.2%          | 26.7%        | 25.4%          | 25.1%        |
| 제41회      | 7월 11일    | 23.5%          | 22.4%        | 22.7%          | 22.9%        |
| 제42회      | 7월 12일    | 28.7%          | 27.0%        | 27.4%          | 28.1%        |
| 제43회      | 7월 18일    | 22.2%          | 22.8%        | 22.4%          | 22.2%        |
| 제44회      | 7월 19일    | 25.2%          | 24.8%        | 26.4%          | 27.0%        |
| 제45회      | 7월 25일    | 23.3%          | 23.8%        | 22.6%          | 22.7%        |
| 제46회      | 7월 26일    | 25.5%          | 26.4%        | 27.3%          | 26.5%        |
| 제47회      | 8월 1일     | 21.6%          | 22.6%        | 21.7%          | 21.3%        |
| 제48회      | 8월 2일     | 24.1%          | 23.3%        | 25.8%          | 26.3%        |
| 제49회      | 8월 8일     | 21.3%          | 21.3%        | 22.4%          | 22.4%        |
| 제50회      | 8월 9일     | 24.6%          | 23.5%        | 27.5%          | 27.0%        |
| 평균 시청률 | 평균 시청률 | 24.3%          | 24.4%        | 23.7%          | 24.0%        |

## 수상 경력
- 2015년 KBS 연기대상 여자 조연상 엄현경
- 2015년 KBS 연기대상 여자 신인 연기상 채수빈

## 경쟁 프로그램
- SBS 주말극장 《떴다! 패밀리》 (2015년 1월 3일 ~ 2015년 3월 15일)
- MBC 주말드라마 《장미빛 연인들》 (2014년 10월 18일 ~ 2015년 4월 12일)
- MBC 주말드라마 《여자를 울려》 (2015년 4월 18일 ~ 2015년 8월 30일)

## 참고 사항
- 당초 최현경 작가가 집필해 왔으나 건강상의 문제로 중도하차하자 5회부터 박필주 작가가 집필을 맡았는데[3] 개연성 부족[4] 등의 이유로 기대 이하의 성적에 그쳤다.
- 몇몇 배우들은 훗날 빌런으로 출연한 작품이 있다. 범죄도시3 이준혁, 빨강구두 최명길, 밥이 되어라 남경읍, 다 잘될 거야 엄현경, 돌아온 복단지 이혜숙 + 이주우